# 中欧经贸高层对话
中欧经贸高层对话是中华人民共和国和欧盟之间的高层对话机制，主要讨论经济和贸易议题。这个对话是根据2007年12月3日公布的《第十次中欧领导人会晤联合声明》确立的，中欧双方同意成立副总理级的对话机制。

## 历次对话
第一次
2008年4月25日，首次对话在北京人民大会堂举行。中国国务院副总理王岐山和欧盟委员会贸易委员彼得·曼德爾森共同主持。
第二次
2009年5月7日和8日在布鲁塞尔欧盟总部举行。中国国务院副总理王岐山和欧盟委员会负责贸易事务的委员凯瑟琳·阿什顿共同主持了对话。对话取得五点重要共识。
第三次
2010年12月21日在北京举行。中国国务院副总理王岐山和欧方联合主席欧盟委员会副主席兼竞争委员阿尔穆尼亚（Joaquín Almunia）、经济与货币事务委员雷恩、贸易委员德古赫特共同主持对话。
第四次
2013年10月24日在布鲁塞尔举行。中国国务院副总理马凯与欧盟委员会副主席雷恩、贸易委员德古赫特共同主持对话。